# Cratere Conon
Conon è un cratere lunare di 20,96 km situato nella parte nord-orientale della faccia visibile della Luna, all'estremità orientale del complesso dei Montes Apenninus.
In prossimità di Conon, ad ovest, si trova la cresta montuosa denominata Mons Bradley, mentre ad est, a circa 70 km, giace il cratere Galen, ed a nord-est, a circa la stessa distanza, il cratere Aratus. A sud, nel Sinus Fidei, si trova una rima, orientata verso sud-sud-est, che prende il nome di Rima Conon.
Il margine di Conon è ben definito, e non presenta segni significativi di erosione da impatti successivi. Le pendici interne hanno uno spessore variabile, ed il pianoro interno assume una forma di ovale irregolare. Questa irregolarità potrebbe risultare dalle irregolarità preesistenti della superficie su cui il cratere si è formato. Il piano interno è accidentato ed è privo di picco centrale.
A sud, nel Sinus Fidei, si trova una rima, orientata verso sud-sud-est, che prende il nome di Rima Conon da questo cratere.

## Crateri correlati
Alcuni crateri minori situati in prossimità di Conon sono convenzionalmente identificati, sulle mappe lunari, attraverso una lettera associata al nome.
| Conon | Coordinate           | Diametro (in km) |
| ----- | -------------------- | ---------------- |
| A     | 19°40′48″N 4°22′48″E | 6,03             |
| W     | 18°43′12″N 3°04′12″E | 4,01             |
| Y     | 22°20′24″N 1°49′12″E | 3,72             |